# Michael Scofield
Michael Scofield es un personaje ficticio y el principal de la serie de televisión estadounidense perteneciente a la Cadena FOX, Prison Break. Es interpretado por el actor Wentworth Miller y por Dylan Minnette en su versión joven.
El personaje aparece primero en el piloto de la serie, como un hombre que organiza un robo de un banco para ser enviado a la prisión dónde esta su hermano mayor, Lincoln Burrows que está preso hasta su ejecución. La premisa de Prison Break se mueve alrededor de los dos hermanos y el plan de Michael para ayudar a Lincoln a escapar de su pena de muerte. Como un personaje principal, Michael ha aparecido en cada episodio de la serie. Aunque Lincoln y Michael son los protagonistas de la serie, Michael ha sido más destacado que Lincoln, sobre todo en la primera temporada. 
Las varias escenas retrospectivas de los episodios subsecuentes proporcionan una visión más extensa en la relación entre Michael y su hermano, y las razones detrás de la determinación de Michael para ayudar a Lincoln a escapar de su pena de muerte. Sin embargo, es preciso destacar que Michael desea a toda costa que su hermano viva, y para ello ha planeado el "perfecto" plan, lo cual tuvo ciertas complicaciones. Por otro lado, su esperanzado es que los remedios y estrategias legales le faciliten a su hermano la eximición de la pena de muerte, lo cual nunca ocurre.

## Biografía
Michael es el segundo hijo (primer hijo biológico) de Aldo Burrows (Anthony Denison) y Christina Rose Scofield. Tiene un solo hermano, Lincoln Burrows (Dominic Purcell). Después de que su padre abandone a la familia, Michael adoptará el apellido de soltera de su madre.  Cuando se cree que la madre de Michael y Lincoln murió debido a un tumor en el cerebro, por haber perdido a ambos padres Michael pasó su infancia bajo el cuidado de su hermano. Por ser huérfano, toda su vida la vivió en adopción, pero nunca tuvo un hogar estable, ya que Lincoln siempre se metía en problemas.
Pero, Michael siempre fue un buen estudiante. Terminó con un expediente impecable sus estudios en el Instituto Morton East de Toledo (Ohio). Se licenció como Magna Cum Laude en Ciencias e hizo un Máster en Ingeniería Estructural por la Universidad de Loyola en Chicago. Después de esto, empezó a trabajar como ingeniero Estructural en la firma Middleton, Maxwell y Schaum en el centro de Chicago. Esta inteligencia que le convierte en casi un genio es debido al trastorno físico y psicológico que Michael padece a causa de los abusos que recibía de uno de sus padres adoptivos (el cual, más tarde se sabrá, que Aldo Burrows asesinó). Michael era encerrado en la oscuridad lo que le ayudó a desarrollar la visión espacial; psicológicamente esto repercutió en el desarrollo del complejo de superhéroe. Acudió a un psicólogo durante su adolescencia, que le diagnosticó "baja inhibición latente". Esto, combinado con una alta inteligencia y buena memoria conduce a una creatividad excepcional.
En el décimo-sexto episodio de la primera temporada "Brother's Keeper", se revela la relación de Michael con su hermano, tres años antes de que Lincoln fuese encarcelado en Fox River y la razón de por qué Michael arriesgó su vida para salvar la de su hermano. Ello es que Lincoln se endeuda para hacerle creer a su hermano que al morir su madre, se había cobrado en seguro de vida por casi 90000 dólares, lo cual lo utilizó para sus estudios. Y esa deuda es el motivo de la decisión de querer matar al hermano de la vicepresidenta. 
El personaje de Michael es el único junto al de Lincoln que han aparecido en todos los capítulos de la serie. Michael siente un lazo de amor muy fuerte por su hermano y por eso sacrifica todo, su carrera, su vida, todo para salvar la vida de su único hermano, Lincoln. Este último es condenado a muerte y encerrado en la Penitenciaría Estatal Fox River, por un delito que no cometió, fruto de la conspiración de La Compañía. 
Confiando y teniendo fe en la palabra y en la inocencia de su hermano, Michael elabora un plan de fuga de la prisión. Casualmente la reforma de la Penitenciaría de Fox River fue llevada a cabo directamente por la empresa en la que Michael trabaja y teniendo los planos de la prisión Michael comienza a elaborar su plan de escape. 

### Primera temporada
Tras haber estudiado durante meses todas las posibilidades de fuga, finalmente Michael efectúa un robo intencional a mano armada en un banco de Chicago y es condenado a 5 años en prisión que deberá cumplir en la misma cárcel donde ejecutarían a su hermano, Fox River.
Así Scofield llega a la cárcel, con todas sus jugadas dentro y fuera de prisión, incluyendo los planos de la cárcel tatuados en su cuerpo, camuflado con otros tatuajes. Dentro de la cárcel Michael debe enfrentar y lidiar con otros convictos de la prisión. 
La escena premier de la serie refleja a Michael preparando lo que será el final del plan para infiltrarse en Fox River, su tatuaje. El día de la ejecución de Lincoln se acerca. Michael comienza con la ejecución de su plan asaltando un banco en el centro financiero de Chicago, él no apela la decisión en el juzgado, se declara culpable y comienza su condena el 11 de abril, exactamente un mes antes de la ejecución de Lincoln. Una vez en prisión analiza cada uno de los detalles del escape de la prisión y de los presos.
La temporada transcurre mientras Michael pone en acción su plan de escape, tratando de superar varios obstáculos. Pero para la fuga Michael necesita a algunos de los presos para que estos ayuden con la ejecución del plan: su compañero de celda Fernando Sucre (Amaury Nolasco) para encubrir a Michael cuando este sale de la celda y para ayudar a cavar, John Abruzzi (Peter Stormare) para conseguir hacer las tareas de prisión en el PI (industrias de la prisión) y proporcionar el transporte aéreo una vez fuera de la cárcel y Charles Westmoreland (Muse Watson), quien es el único preso que tiene acceso al PI y al que Michael pide que incendie a propósito la sala de descanso de los guardias de la prisión, que fue en primera instancia el lugar por donde los presos escaparían, no obstante Westmoreland tiene fuera de prisión más de 5 millones de dólares enterrados en un rancho en Utah.
Dentro de la prisión Michael finge tener diabetes tipo 1, para así tener acceso diario a la enfermería (el punto de salida de los convictos) y formar una relación con la Dra. Sara Tancredi (Sarah Wayne Callies), hija del gobernador del estado de Illinois Frank Tancredi (John Heard). Michael acuerda con el alcalde de la prisión Henry Pope (Stacy Keach) construir un modelo del Taj Mahal en su oficina, y forma una amistad con él también, incluso en ocasiones Pope es flexible con Michael.
La relación de Michael con Sara se vuelve prominente después del décimo-noveno capítulo "The Key", cuando Michael se dirige hacia la enfermería con la intención de robarle la llave a Sara pero no puede ya que sus sentimientos hacia ella se lo impiden y lo llevan a retractarse. Aunque ella descubre su motivo de estar en la enfermería en el episodio siguiente. Sara decide ayudar a Michael dejando la puerta de la enfermería abierta en la noche del escape. En el final de la temporada Michael finalmente lleva a cabo su plan de escape, evade todos los obstáculos dentro de la penitenciaría y a través de la ventana de la enfermería logra escapar con su hermano y otros 6 convictos(Sucre, Abruzzi, T-Bag, C-note, Tweener, Haywire).

### Segunda temporada
En la segunda temporada, la fuga continúa pero ahora fuera de la cárcel, Michael, Lincoln y los otros convictos intentan evadir a las autoridades. La fuga se convierte en una cacería. Tras no poder abordar el avión que John Abruzzi tenía preparado para salir del país. La policía sigue de cerca a los convíctos y tras no poder atraparlos varias horas después del escape el agente del FBI Alexander Mahone (William Fichtner) toma las riendas del caso, y los convictos se convierten ahora en los ocho hombres más buscados por las autoridades en Norteamérica. Tras evadir un poco las pistas a la policía, los fugitivos toman caminos distintos. Michael y Lincoln van a rescatar a L. J. Burrows, hijo de Lincoln y tras no conseguir llevarlo con ellos, se dirigen a Utah, al Rancho Doble K, donde supuestamente estaría el dinero de D.B. Cooper (Charles Westmoreland). Una vez allí los hermanos se reencuentran con otros de los convictos: Sucre y C-Note (Rockmond Dunbar), .
En el séptimo capítulo "Buried" los hermanos se separan, Michael sigue cavando por el dinero en Utah, mientras que Lincoln va por su hijo, al cual liberan de prisión. Sin embargo, Michael no recupera el dinero después de que T-Bag los engañó para quedarselo. Michael continúa su plan para salir del país, y localizar a la gente que les resolvería un vuelo hasta México en "Bolshoi Booze". Una vez allí en Bolshoi Booze Michael se reencuentra con Lincoln, Sucre y su padre Aldo Burrows.
Aldo es asesinado, por el Agente Alexander Mahone, y con ello Michael deciden dejar de huir y enfrentar directamente a La Compañía y revelar su conspiración. Sucre toma el avión y los hermanos siguen luchando por revelar la verdad. Mahone captura a Michael y Lincoln, cuando llega la policía de la frontera de Nuevo México los hermanos vuelven a prisión. Pero, cuando la policía los va a trasladar de vuelta a Fox River, Paul Kellerman (Paul Adelstein), exagente del Servicio Secreto, forma una supuesta colisión en Alburquerque. Kellerman engaña a Mahone, le dice que prepare un plan en el que los hermanos puedan escapar del vehículo de transporte, para así tener razones para matarlos y en realidad este termina ayudando a Michael y Lincoln y trata de matar a Mahone. Kellerman los lleva hasta donde está Terrence Steadman, el hombre que supuestamente fue asesinado por Lincoln. Pero tras haberlo raptado, no les sirve de nada para comprobar la inocencia de Lincoln, pues Steadman se termina suicidando. Esto obliga a los hermanos y a Kellerman a seguir huyendo y llevarles un mensaje a Sara, para que ella pueda reunirse con Michael. Sara tiene la única prueba que puede exonerar a Lincoln de sus cargos, una llave, que abre un casillero, donde hay pruebas de la conspiración de la Compañía y la ahora Presidenta de los Estados Unidos, Reynolds. Kellerman dice que la llave sirve para abrir un casillero de un club de fumadores en Chicago, así que se dirigen en un tren hacia Chicago y allí Sara le confiesa a Michael que ella está enamorada de él y Michael le revela que él siente lo mismo por ella y tienen su primer encuentro íntimo.
Una vez en Chicago, con la ayuda del anterior alcalde de Fox River Henry Pope, tienen éxito en encontrar la evidencia, una conversación de la presidenta de Estados Unidos con Steadman luego del supuesto asesinato de este. Después de que Sara, Michael y Lincoln se deshacen de Kellerman, encuentran que la conversación no les sirve como evidencia, puesto que la conversación no tiene una fecha clave que diga si fue hecha antes o después del supuesto asesinato de Terrence Steadman. Nuevamente los hermanos y Sara no pueden hacer nada para comprobar la inocencia de Lincoln, pero Michael se arriesga y en un mitin de la presidenta la chantajea, para que les conceda el perdón presidencial públicamente y aclare que Burrows en inocente. Reynolds acepta las condiciones de Michael, pero la Compañía la chantajea y el plan vuelve a fallar. Reynolds renuncia a la presidencia y con ello no pueden comprobar la inocencia de Lincoln.
Los hermanos se ven en la necesidad inmediata de salir del país, logran abordar un barco con destino a Panamá, donde Michael tiene todo preparado, pero Sara es arrestada por los federales. Finalmente, Lincoln y Michael llegan a Panamá e intentan desaparecerse en un yate, pero Michael recuerda todo el mal que ha hecho T-Bag y sabiendo que este se encuentra en la Ciudad de Panamá decide ir por él y entregarlo a las autoridades, lo captura con éxito, T-Bag es arrestado, pero cuando Michael regresa al yate para irse con su hermano, recibe una llamada de Mahone, que le dice que tiene capturado a Lincoln y que debe entregarle el bolso con los 5 millones de dólares de D.B. Cooper y el yate a cambio de la vida de su hermano. Michael rescata a Lincoln y Mahone consigue lo que quería pero finalmente es arrestado por la policía de Panamá por llevar droga en el yate. Finalmente cuando todo parece solucionado Michael se sorprende al ver que Sara está en Panamá y que ella y su hermano han sido exonerados de todos sus cargos.
La felicidad les dura sólo unos pocos minutos, cuando el Agente Kim del Servicio Secreto de la Compañía, amenaza con matar a Lincoln y encerrar a Michael en una prisión panameña llamada Sona. Sara asesina a Kim y en cuestión de segundos llega la policía, finalmente acorralados, Michael se sacrifica por Sara y asume que él fue el culpable del homicidio de Kim, así termina capturado y encerrado en Sona.

por detrás con un cuchillo, Mahone lo salva.
Michael tiene que descubrir donde se oculta James Whistler acusado de haber asesinado al hijo del alcalde de Panamá; porque La Compañía tiene secuestrados a Sara y a L.J. y la única forma de que los liberen es que Michael se fuge de Sona y saque a Whistler.
Whistler es descubierto por Bellick y atrapado por Mahone, Michael salva a Whistler de que Mahone lo mate al devolver el agua a la prisión y así ayudando al Lechero porque los reos se estaban amotinando contra el por falta de agua.
Michael corta la electricidad para poder salir al exterior y comprobar que la cerca no está electrificada. Bellick lo delata, pero Michael sale de esto sin quedar en mal con el Lechero.
Tras un intento de fuga de Michael y Wisthler fallido, La Compañía intenta sacar a Wisthler de la cárcel con sangre y fuego.
Michael salta sobre el helicóptero en el que estaba Whisthler sujetado de una cuerda y lo derriba.
Ante los dos intentos de fuga, colocan a Michael en una jaula ante el sol panameño.
Michael decide hablar y explicar sus motivos al general que lo interroga en Sona, luego este general, intenta ayudarlo deteniendo a la representante de la compañía y quien ha hecho de los hermanos su herramienta para obtener la liberación de Whistler, pero Gretchen Morgan la representante de la compañía logra escapar matando al general de Sona y queda al mando otro general.
Capítulos más adelante Michael Scofield se entera de que Sara fue asesinada por La Compañía, lo cual su hermano Lincoln le informó bastante tiempo después de ver la cabeza de Sara en una caja. Michael se ve devastado por esta noticia y ya no sabe si escapar o no para liberar a Whistler. Luego Sami se revela contra Lechero y decide tomar el control de la penitenciaria Sona y esto se vuelve un problema. Desde ese momento en más, se ven una serie de tiras y aflojas hasta que Michael escapa de la cárcel por medio de un agujero en el patio y más tarde logra el intercambio entre L.J. y Whisler, para más tarde dedicar todo su tiempo en encontrar a los asesinos de Sara Tancredi y hacer justicia. Ahí se ve la última escena de la serie al ver a Scofield alejándose en un auto en busca de los culpables dejando abierto el final y dando pie a una nueva temporada.

### Cuarta temporada
Sara sigue viva ya que logra escaparse con las llaves que le entrega la fatal víctima asesinada de la compañía por Gretchen Morgan. La decapitaron por ayudar a escapar a Sarah pero no se dieron cuenta de que la llave de donde se encontraban la tenía Sarah.
En esta temporada, Michael comienza la búsqueda de los asesinos de su gran amor y los que han provocado que su vida sea un infierno. Aunque consigue acercarse, él y otros personajes de la serie son capturados por el agente federal Don Shelf y prácticamente obligados a trabajar para él en la caída de La Compañía.
Con un grupo formado por el propio Michael, comienzan la búsqueda de Scylla, el libro negro de La Compañía y que de caer en las manos adecuadas sería el final de esta organización secreta. Para llegar a Scylla, Michael tendrá que hacer uso de su inteligencia e ideando los planes más peligrosos, pero efectivos, consigue una a unas las tarjetas necesarias para conseguir Scylla, las cuales son seis.
Finalmente, y tras obtener 5 ellas, Michael idea un nuevo plan para entrar en unas instalaciones de máxima seguridad donde se esconde el descodificador de las tarjetas. Allí, tiende una trampa al General Kranz, jefe supremo de La Compañía y portador de la última tarjeta. Michael roba Scylla, que resulta ser un dispositivo con toda la información que necesitan. Tras huir del cuartel general de La Compañía, Michael entrega Scylla a Shelf, quien supuestamente les entregaría su libertad.
Posteriormente, se dan cuenta de que han sido engañados y huyendo de nuevo de la justicia, Michael, al igual que La Compañía busca recuperar el dispositivo. Durante el proceso, Michael es capturado y Lincoln obligado a recuperar Scylla a cambio de que La Compañía salve la vida de Michael, curando el tumor cerebral que este tiene (al igual que su madre tuvo).
En un intento por convertirlo en agente de La Compañía, Kranz envía a Michael a una casa en medio del bosque, en la cual un doctor intenta lavarle el cerebro de cualquier forma posible. Gracias a Sarah, Michael consigue escapar y comienza una carrera contra el tiempo y contra su propio hermano, que pretende devolver al general Scylla y recuperar su vida. Michael sabe que a no ser que La Compañía sea destruida, no tendrán una vida ni serán libres.
En este momento entra en juego un nuevo enemigo, que resulta ser Christina Scofield, la madre de Michael y Lincoln. Christina tiene Scylla y Michael hará todo lo posible por recuperarla. Tras su primer encuentro, queda más que claro que Christina es más peligrosa de lo que parece. Capaz de manipular a Michael y de adelantarse a cualquier plan de este. Intenta manipularlo para que se una a ella con varias artimañas incluso confesándole que Lincoln no es su hermano, y que este fue adoptado. Michael se une de nuevo a Lincoln pero caen en una trampa de la propia Christina.
Vuelven a ser inculpados por un asesinato mientras, Christina aprovecha para vender Scylla y con ello, provocar un conflicto internacional que podría convertirse en la III Guerra Mundial. Michael y Lincoln escapan por poco, sin Scylla. Posteriormente, persiguen a Cristina, presionados por Kranz y recuperan el dispositivo, pero durante la huida, Lincoln es atrapado por Cristina y acaba siendo disparado por esta, provocándole una hemorragia que acabara con su vida en horas. Al mismo tiempo, Sara también es atrapada por el general. En este punto, Michael es obligado a elegir entre la vida de su hermano o la de Sarah (futura madre de su hijo).
En los capítulos finales, Michael se enfrenta a Cristina con todas sus armas, sin importarle lo que le pase a su madre. Al mismo tiempo, Mahone le ayuda a su modo, y consiguen acabar con Cristina, ya que no se espera ese movimiento al venir de Michael pero ejecutado por Mahone. Michael rescata al mismo tiempo a Sara y se reúnen con Mahone y Lincoln, por lo que se dirigen a un hospital. Allí son capturados por agentes de La Compañía y rescatados posteriormente por C-note y Sucre. Mahone y Sucre son arrestados por agentes federales.
Con Kranz acabado, todos se reúnen dispuestos a entregar Scylla a quien puede exonerarlos. En ese momento, Christina reaparece y Michael se enfrenta a ella. Cuando este intenta disparar, su pistola se encasquilla pero es rescatado por Sarah que le dispara a Christina aunque Christina le dispara a su vez, a su hijo. Michael huye con Scylla y es encontrado por Kellerman. 
Tras esto, Michael, Sara, Lincoln, Sucre, Mahone y C-note son exonerados.
Michael Scofield Junior es interpretado por Augustus Purcell, hijo pequeño de Dominic Purcell, su tío en la serie.
"Sé tú el cambio que quieres ver en el mundo" es la frase esculpida en la tumba de Scofield, ya que esa frase fue la que Sara utilizó en el discurso de graduación y la mencionan en el capítulo piloto de la serie.

### Quinta temporada
Michael, 7 años después de fingir su muerte, aparece en una prisión de Yemen con otro nombre (Kaniel Outis), Lincoln y C-Note viajan a buscarlo y lo encuentran. Luego Scofield confiesa que fue engañado por un sujeto llamado "Poseidón". Este último lo contrató para liberar a prisioneros de cárceles de todo el mundo y de esa manera su familia sería libre. Hasta que el hombre traicionó a Michael y se casó con su exmujer, Sara. Luego de una gran estrategia de Michael, logra escapar de la prisión de Yemen, un país en plena guerra civil hasta encontrar a Poseidón y ponerlo preso, en la última parte de la serie, Michael disfruta de un pícnic con Sara, Lincoln y su hijo.